# Luis Enrique Sam Colop
Luis Enrique Sam Colop (Cantel, 1955 - Ciudad de Guatemala, 15 de julio de 2011) fue un 
escritor, poeta, columnista del diario guatemalteco Prensa Libre
y promotor del idioma quiché.
Obtuvo el título de Licenciado en Derecho en la Universidad Rafael Landivar de la Ciudad de Guatemala, adicionalmente impartió clases del quiché en la Alianza Francesa y en el Centro de Idiomas de la Universidad de San Carlos de Guatemala (Calusac). 
Obtuvo su Doctorado en 1994 en la Universidad Estatal de Nueva York con una disertación sobre la poesía maya.
Cofundador en la década de los 90 de la Fundación para Estudios y Profesionalización fepmaya en Guatemala,  consistente en becas para estudiantes mayas universitarios de todas las regiones de Guatemala,  de la Universidad Nacional y privadas, actualmente son más de 50 los becarios.     
Esposa Dra. Irma Otzoy 